# Gernot Ragger
Gernot Ragger (Pseudonym: Karl Schöffmann, * 26. Oktober 1959 in Wolfsberg/Kärnten) ist ein österreichischer Schriftsteller und Verleger.

## Leben
Gernot Ragger studierte ab 1978 Physik und Philosophie an der
Universität Graz. Seit 1988 ist er journalistisch und schriftstellerisch tätig. 1989 nahm er am Ingeborg-Bachmann-Wettbewerb in Klagenfurt teil. Heute ist er Leiter der in der Wolfsberger Katastralgemeinde St. Michael ansässigen Firma "Der Wolf – Verlag & Agentur".
Gernot Ragger ist Verfasser von Romanen, Gedichten, Theaterstücken und Hörspielen.
Gernot Ragger, der Mitglied der IG Autorinnen Autoren und des Kärntner Schriftstellerverbandes ist, erhielt u. a. 1985 den Ebenthaler Literaturpreis für Prosa sowie 1998 den Literaturförderpreis des Landes Kärnten.

## Werke
- Ferdi, Klagenfurt 1988
- Scalpay, Klagenfurt 1989
- Doppelte Heimat, Klagenfurt 1990 (zusammen mit Berndt Rieger)
- Die Mönchsburg, Wolfsberg 1991 (zusammen mit Heimo Toefferl)
- Ulrich Plieschnig, Gernot Ragger, Wolfsberg 1993 (zusammen mit Ulrich Plieschnig)
- Afrika, Wolfsberg 1994
- Violett, Wolfsberg 1994
- Abschiede, Wolfsberg 1995
- Der tote Vogel, Wolfsberg 1995
- Tränen im Wind, Wolfsberg 1995 (zusammen mit Robert C. Schmid)
- 365, Wolfsberg 1996
- Der Wahnsinnliche, Wolfsberg 1997
- Bautta, Wolfsberg 2000
- Bananenrot und Erdbeergrün, St. Michael 2001
- Verschüttet, St. Michael 2001 (zusammen mit Ulrich Plieschnig)
- Das Verbrechen, St. Michael 2002
- ... wie es war ..., St. Michael 2002
- Die Feuerwehr im Lavanttal, St. Michael 2003

## Herausgeberschaft
- So singt und spielt man im Lavanttal, St. Michael 2005